# Lars Pank
Lars Pank (født 1982 i København) er en dansk farveblind illustrator og billede/graffiti-kunstner. Han er bosiddende i Aalborg, hvor han bl.a. for Aalborg Kommune har udsmykket Karolinelund med 5 store udendørs værker.
Lars Pank er af avisen Nordjyske blevet kaldt "Den ukronede graffitikonge"  Aalborg kommune har i forbindelse med Aalborg Street Pianos omtalt ham som en af de "mere garvede kunstnere som Aalborgs ukronede grafittikonge.
I 2011 holdt han foredrag om sin kunst i Huset.dk ved PetchaKucha Night.
Han har været repræsenteret på flere udstillinger hvorfra 2 af dem har været solo. En af disse var udstillingen " Storby story" i 2013.
Pank er bl.a. stregen bag den danske rapgruppe Tudsegammelts albumcovers og visuelle udtryk. Den Nordjyske musiker Danni Toma har også brugt Panks illustrationer til hans albumcover Rige Mænds Jakkesæt fra 2011.
I 2015 har han sammen med andre kunstnere holdt udendørs event, som kaldtes Aalborg Street Pianos, hvor nogle musikere spillede musik bl.a. på pianoer, som Pank havde dekoreret med spraymaling.
I 2015 repræsentere Lars Pank Danmark,  i provo-kunstneren  Klaus Guingands globale kunstværk "art warning the world", sammen med 200 andre kunstnere.
Kunstværket som bl.a. Kan ses på
Vimeo er blevet set mere 11 mio gange. 
"YOLO" er titlen på Lars Pank's solo udstilling fra 2016. Den kunne ses på
ArtMind Gallery i Århus.
Lars Panks værker og gadekunst indeholder både klassisk tegneteknik, penselstrøg og spray men den brede offentlighed kender bedst Pank for hans spraykunst.

## Eksterne links
- Lars Pank : illustrative illusioner Arkiveret 16. maj 2014 hos  Wayback Machine